# Dauh Puri Kangin
Dauh Puri Kangin is een bestuurslaag in het regentschap Denpasar van de provincie Bali, Indonesië. Dauh Puri Kangin telt 3597 inwoners (volkstelling 2010).